# (17905) Kabtamu
(17905) Kabtamu (1999 FM31) – planetoida z pasa głównego asteroid okrążająca Słońce w ciągu 3,81 lat w średniej odległości 2,44 j.a. Odkryta 19 marca 1999 roku.